# Park Jong-woo
Park Jong-woo (ur. 10 marca 1989 w Seongnam) – południowokoreański piłkarz występujący na pozycji pomocnika w klubie Suwon Samsung Bluewings oraz w reprezentacji Korei Południowej. Znalazł się w kadrze na Mistrzostwa Świata 2014.